# Ruse, New South Wales
Ruse este o suburbie în Sydney, Australia.